# Batalha de Mons-en-Pévèle

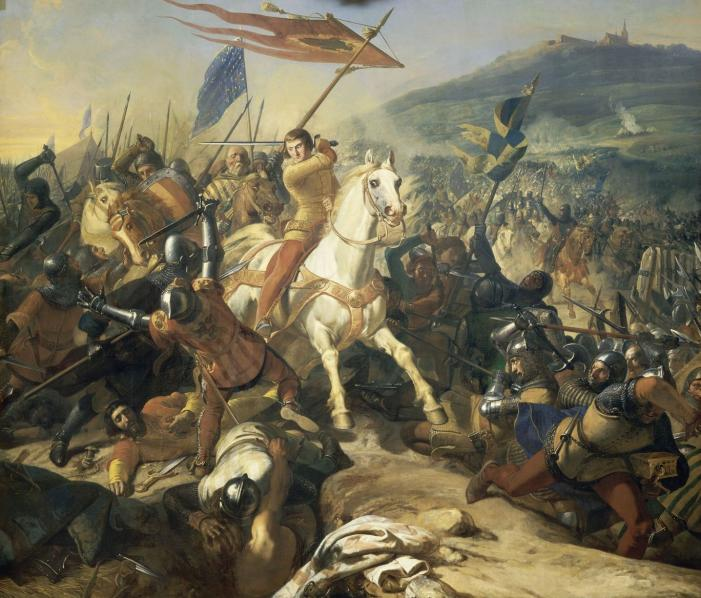
A Batalha de Mons-en-Pévèle, de Charles Philippe Larivière (1839)

A Batalha de Mons-en-Pévèle (ou Pevelenberg) foi travada em 18 de agosto de 1304 entre franceses e flamengos. Os franceses eram liderados por seu rei, Filipe IV.

## Prelúdio
O rei francês queria vingança pela derrota na Batalha das Esporas de Ouro em 1302, após a qual os flamengos retomaram Douai e Lille. No início de 1304, o rei francês estava pronto para atacar os rebeldes flamengos. O exército francês, liderado pelo próprio rei e por Foulques du Merle, marchou para o norte para atacar a força de Guilherme de Julich, e a marinha francesa navegou para a Zelândia para se unir ao exército de Hainaut e da Holanda. Foi a força combinada do norte na Zelândia que desferiu o primeiro golpe em 10-11 de agosto, quando derrotou o exército e a marinha de Guy de Namur na Batalha de Zierikzee. Guy foi capturado e a conquista flamenga da Holanda foi interrompida.
Filipe de Chieti, filho de Guy, conde de Flandres, reuniu um forte exército flamengo para deter a invasão francesa e assumiu posições em Mons-en-Pévèle.

## Batalha
Após um dia de luta, o desfecho ficou indefinido e as negociações foram abertas entre 17h e 18h30. Quando uma força francesa, comandada por Guy de Saint-Pol, tentou cercar os flamengos, foi repelida. Os furiosos flamengos decidiram então lançar um ataque frontal e surpreenderam os franceses, que pensaram que a batalha havia acabado por hoje.
Os flamengos chegaram à tenda real e atacaram Filipe IV . Ele escapou apenas porque alguns cavaleiros ao seu redor cobriram sua fuga e pagaram com a vida pelo ato.  Ajudado a montar seu cavalo, Philip contra-atacou, mas teve seu cavalo morto sob ele. A essa altura, Guilherme de Jülich havia sido morto em um contra-ataque que Filipe conseguiu lançar.
Como apenas a ala direita flamenga tinha atacado, e a ala esquerda sob D. João I, Marquês de Namur já estava a abandonar o campo de batalha,  a ala direita flamenga também se retirou.
Os franceses optaram por não perseguir os flamengos.
Durante o ataque flamengo a Filipe, perdeu-se a auriflama, uma bandeira extremamente simbólica e significativa.

## Resultado
Ambos os lados reivindicaram a vitória. Os franceses mantiveram a posse do campo de batalha, mas os flamengos marcharam de volta para Lille.  Os franceses também capturaram Douai e Orchies e incendiaram Seclin.
Depois de mais batalhas menores, o Tratado de Athis-sur-Orge foi finalmente assinado em 23 de junho de 1305, que reconheceu a independência flamenga às custas das cidades de Lille, Douai e Béthune, que foram transferidas para a França, e do pagamento de multas exorbitantes ao rei Filipe IV.